# Padre Paraíso
Padre Paraíso là một đô thị thuộc bang Minas Gerais, Brasil. Đô thị này có diện tích 543,942 km², dân số năm 2007 là 18120 người, mật độ 32,3 người/km².